# 오나루토교

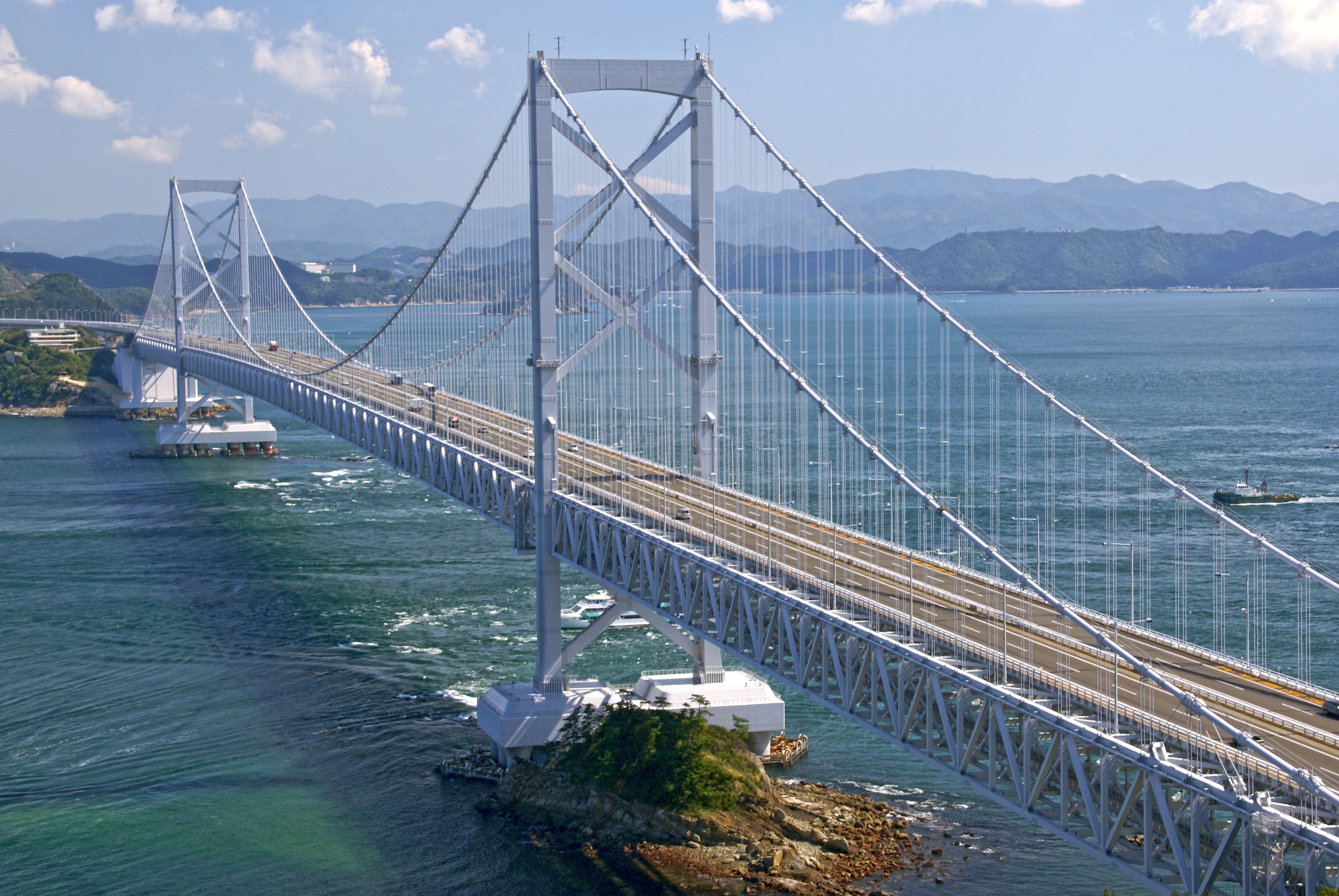
오나루토 교

오나루토 교(일본어: 大鳴門橋)는 일본 효고현 미나미아와지시와 도쿠시마현 나루토시 사이를 끼고 있는 나루토 해협을 횡단하는 다리이다. 총 연장 1,629m. 폭 25m, 최대 경간 876m의 현수교로 1985년 6월 8일에 개통하였다.
혼슈 시코쿠 고속도로의 일부 구간으로, 혼슈와 시코쿠를 연결하는 가교 역할을 할 뿐만 아니라, 시코쿠와 긴키 지방을 연결하는 교통의 요점 중 한 곳이기도 하다.